# ベデ・ダーニエル
ベデ・ダーニエル（Böde Dániel 、1986年10月24日 - ）は、ハンガリー・トルナ県セクサールド出身のプロサッカー選手。元ハンガリー代表。パクシュSE所属。ポジションは、フォワード。

## クラブ経歴
パクシュSEのアカデミーで育成され、2006年9月のディオーシュジュールVTK戦でプロデビュー。2010年1月、3年間契約を延長した。
2012年の夏、フェレンツヴァーロシュTCと3年間契約を結んだ。 2012-13シーズンはリーグ2位となる17ゴールをマークした。2015-16シーズンは17ゴールを挙げリーグ優勝に貢献。自身も得点王のタイトルを獲得した。
2016年9月17日のデブレツェニVSC戦でネムゼティ・バイノクシャーグI通算100ゴールを達成。2017年3月11日のソンバトヘイ・ハラダーシュ戦でクラブ通算100ゴールを決めた。クラブ史上では25人目の100得点達成者となった。 2017年9月16日のブダペスト・ホンヴェードFC戦でリーグ通算300試合出場を達成。
2019年夏、パクシュSEに復帰。

## 代表歴
2015年10月8日のUEFA EURO 2016予選・フェロー諸島戦ではハーフタイムから途中出場した。この時点で0-1でリードを許していたが、ベデは2得点を挙げ逆転勝利に貢献した。
UEFA EURO 2016出場をかけたノルウェーとのプレーオフではゴールこそ無かったものの3-0の勝利に貢献、本戦への切符を手にした。
UEFA EURO 2016のメンバーにも無事選ばれ、アイスランド戦に出場した。

### ゴール
| #  | 開催日         | 会場           | 対戦国       | スコア | 結果 | 試合概要                    |
| -- | -------------- | -------------- | ------------ | ------ | ---- | --------------------------- |
| 1. | 2013年3月26日  | イスタンブール | トルコ       | 1–1    | 1–1  | 2014 FIFAワールドカップ予選 |
| 2. | 2013年9月10日  | ブダペスト     | エストニア   | 3–0    | 5–1  | 2014 FIFAワールドカップ予選 |
| 3. | 2015年10月8日  | ブダペスト     | フェロー諸島 | 1–1    | 2–1  | UEFA EURO 2016予選          |
| 4. | 2015年10月8日  | ブダペスト     | フェロー諸島 | 2–1    | 2–1  | UEFA EURO 2016予選          |
| 5. | 2017年10月10日 | ブダペスト     | フェロー諸島 | 1–0    | 1–0  | 2018 FIFAワールドカップ予選 |

## タイトル

### クラブ

#### パクシュSE
- Nemzeti Bajnokság II: 2005–06 [8]
- Magyar Ligakupa: 2010–11 [9]

#### フェレンツヴァーロシュTC
- ネムゼティ・バイノクシャーグI: 2015-16 [10]
- マジャル・クパ: 2014-15,[11] 2015-16 [12]
- Magyar Ligakupa: 2012–13,[13] 2014–15 [14]
- Magyar Szuperkupa: 2015,[15] 2016 [16]

### 個人
- ネムゼティ・バイノクシャーグI 得点王 (1): (2015-16シーズン、17ゴール)[17]
- MLSZ 年間MVP (1): 2012-13 [18]